# Collegio di Manchester Central
Manchester Central è un collegio elettorale situato nella Grande Manchester, nel Nord Ovest dell'Inghilterra, e rappresentato alla Camera dei comuni del Parlamento del Regno Unito. Elegge un membro del parlamento con il sistema first-past-the-post, ossia maggioritario a turno unico; l'attuale parlamentare è Lucy Powell del Partito Laburista e Co-Operativo, che rappresenta il collegio dal 2012.

## Estensione

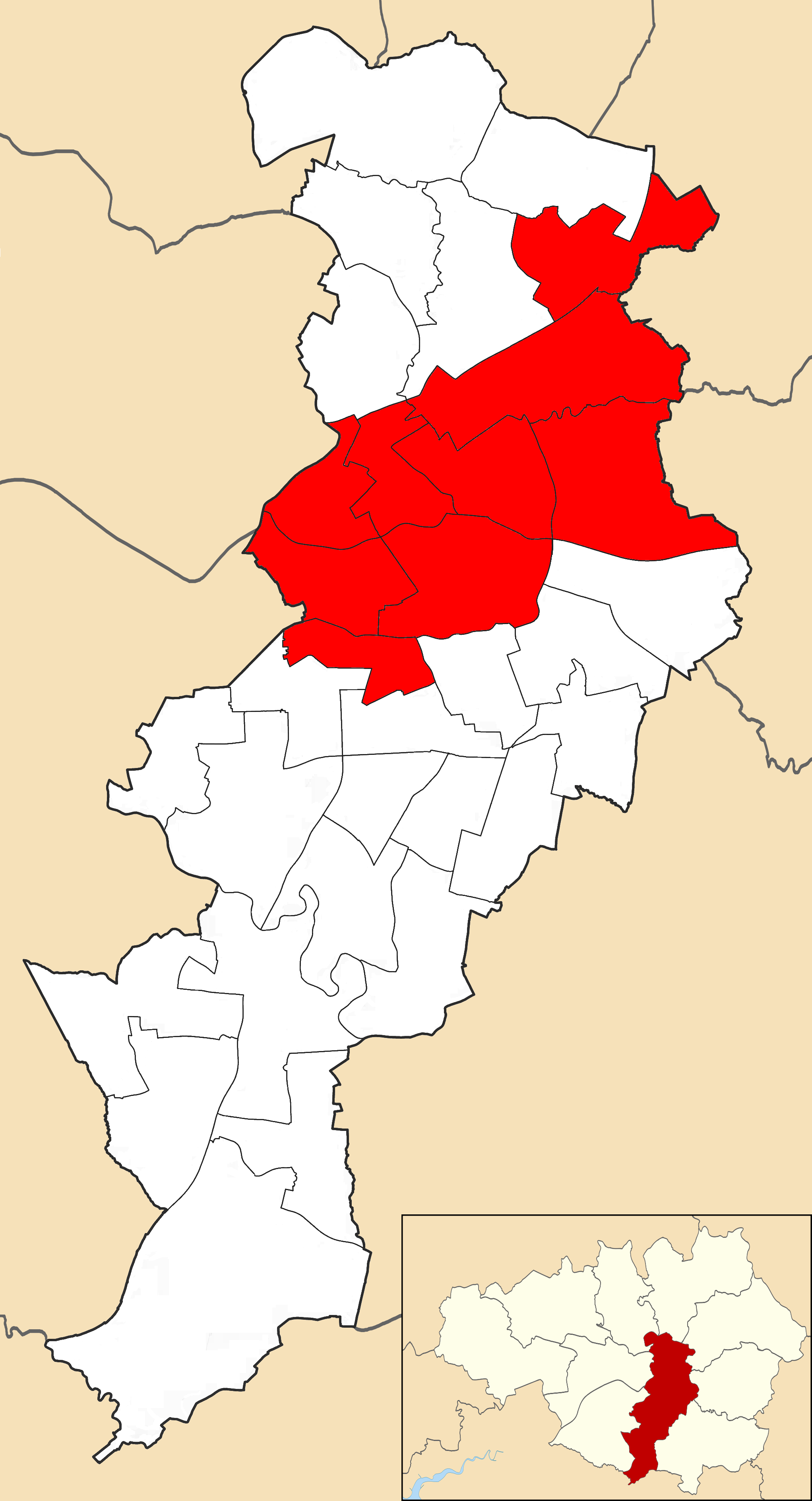
I ward di Manchester Central

Manchester Central dal 2010 al 2024

- 1974-1983: i ward del County Borough di Manchester di Beswick, Cheetham, Collegiate Church, Harpurhey, High Oldham, Miles Platting, New Cross e St Peter's.
- 1983-1997: i ward della città di Manchester di Ardwick, Beswick and Clayton, Bradford, Central, Cheetham, Hulme e Newton Heath.
- 1997-2010: come sopra, meno Cheetham, e con in più Moss Side e Whalley Range.
- 2010-2024: i ward della città di Manchester di Ancoats and Clayton, Ardwick, Bradford, City Centre, Hulme, Miles Platting and Newton Heath, Moss Side e Moston.
- dal 2024: i ward della città di Manchester di Ancoats & Beswick, Cheetham, Clayton and Openshaw, Deansgate, Miles Platting and Newton Heath e Piccadilly e i ward del borgo metropolitano di Oldham di Failsworth East e Failsworth West.

## Membri del parlamento
| Elezione | Elezione       | Deputato     | Partito         |
| -------- | -------------- | ------------ | --------------- |
|          | Feb 1974       | Harold Lever | Laburista       |
| 1979 (S) | Bob Litherland |              | Laburista       |
| 1997     | Tony Lloyd     |              | Laburista       |
|          | 2012 (S)       | Lucy Powell  | Laburista Co-Op |

## Elezioni

### Elezioni negli anni 2020
| Partito                    | Partito                                      | Candidato                  | Risultati 4 luglio 2024 | Risultati 4 luglio 2024 |
| Partito                    | Partito                                      | Candidato                  | Voti                    | %                       |
| -------------------------- | -------------------------------------------- | -------------------------- | ----------------------- | ----------------------- |
|                            | Laburista Co-Op                              | Lucy Powell                | 20 184                  | 50,81                   |
|                            | Verdi                                        | Ekua Bayunu                | 6 387                   | 16,08                   |
|                            | Reform UK                                    | David Brown                | 4 760                   | 11,98                   |
|                            | Lib Dem                                      | Chris Northwood            | 3 051                   | 7,68                    |
|                            | Conservatore                                 | Scott Smith                | 2 823                   | 7,11                    |
|                            | Workers                                      | Chris Turner               | 1 888                   | 4,75                    |
|                            | SDP                                          | Sebastian Moore            | 240                     | 0,60                    |
|                            | Indipendente                                 | Sabeena Khan               | 202                     | 0,51                    |
|                            | Communist Future                             | Catriona Rylance           | 131                     | 0,33                    |
|                            | Indipendente                                 | Albati Kalonda             | 59                      | 0,15                    |
|                            |                                              |                            |                         |                         |
| Iscritti                   | Iscritti                                     | Iscritti                   | 85 049                  | 100,00                  |
| ↳ Votanti (% su iscritti)  | ↳ Votanti (% su iscritti)                    | ↳ Votanti (% su iscritti)  | 39 725                  | 46,71                   |
| ↳ Astenuti (% su iscritti) | ↳ Astenuti (% su iscritti)                   | ↳ Astenuti (% su iscritti) | 45 324                  | 53,29                   |
|                            |                                              |                            |                         |                         |
|                            | Esito: collegio confermato a Laburista Co-Op |                            |                         |                         |

### Elezioni negli anni 2010
| Partito                    | Partito                                      | Candidato                  | Risultati 12 dicembre 2019 | Risultati 12 dicembre 2019 |
| Partito                    | Partito                                      | Candidato                  | Voti                       | %                          |
| -------------------------- | -------------------------------------------- | -------------------------- | -------------------------- | -------------------------- |
|                            | Laburista Co-Op                              | Lucy Powell                | 36 823                     | 70,42                      |
|                            | Conservatore                                 | Shaden Jaradat             | 7 734                      | 14,79                      |
|                            | Lib Dem                                      | John Bridges               | 3 420                      | 6,54                       |
|                            | Brexit                                       | Sarah Chadwick             | 2 335                      | 4,47                       |
|                            | Verdi                                        | Melanie Horrocks           | 1 870                      | 3,58                       |
|                            | Socialist Equality                           | Dennis Leech               | 107                        | 0,20                       |
|                            |                                              |                            |                            |                            |
| Iscritti                   | Iscritti                                     | Iscritti                   | 94 247                     | 100,00                     |
| ↳ Votanti (% su iscritti)  | ↳ Votanti (% su iscritti)                    | ↳ Votanti (% su iscritti)  | 52 289                     | 55,48                      |
| ↳ Astenuti (% su iscritti) | ↳ Astenuti (% su iscritti)                   | ↳ Astenuti (% su iscritti) | 41 958                     | 44,52                      |
|                            |                                              |                            |                            |                            |
|                            | Esito: collegio confermato a Laburista Co-Op |                            |                            |                            |

| Partito                    | Partito                                      | Candidato                  | Risultati 8 giugno 2017 | Risultati 8 giugno 2017 |
| Partito                    | Partito                                      | Candidato                  | Voti                    | %                       |
| -------------------------- | -------------------------------------------- | -------------------------- | ----------------------- | ----------------------- |
|                            | Laburista Co-Op                              | Lucy Powell                | 38 490                  | 77,41                   |
|                            | Conservatore                                 | Xingang Wang               | 7 045                   | 14,17                   |
|                            | Lib Dem                                      | John Bridges               | 1 678                   | 3,37                    |
|                            | UKIP                                         | Kalvin Chapman             | 1 469                   | 2,95                    |
|                            | Verdi                                        | Rachael Shah               | 846                     | 1,70                    |
|                            | Pirata                                       | Neil Blackburn             | 192                     | 0,39                    |
|                            |                                              |                            |                         |                         |
| Iscritti                   | Iscritti                                     | Iscritti                   | 90 235                  | 100,00                  |
| ↳ Votanti (% su iscritti)  | ↳ Votanti (% su iscritti)                    | ↳ Votanti (% su iscritti)  | 49 720                  | 55,10                   |
| ↳ Astenuti (% su iscritti) | ↳ Astenuti (% su iscritti)                   | ↳ Astenuti (% su iscritti) | 40 515                  | 44,90                   |
|                            |                                              |                            |                         |                         |
|                            | Esito: collegio confermato a Laburista Co-Op |                            |                         |                         |

| Partito                    | Partito                                      | Candidato                  | Risultati 7 maggio 2015 | Risultati 7 maggio 2015 |
| Partito                    | Partito                                      | Candidato                  | Voti                    | %                       |
| -------------------------- | -------------------------------------------- | -------------------------- | ----------------------- | ----------------------- |
|                            | Laburista Co-Op                              | Lucy Powell                | 27 772                  | 61,26                   |
|                            | Conservatore                                 | Xingang Wang               | 6 133                   | 13,53                   |
|                            | UKIP                                         | Myles Power                | 5 033                   | 11,10                   |
|                            | Verdi                                        | Kieran Turner-Dave         | 3 838                   | 8,47                    |
|                            | Lib Dem                                      | John Reid                  | 1 867                   | 4,12                    |
|                            | Pirata                                       | Loz Kaye                   | 346                     | 0,76                    |
|                            | TUSC                                         | Alex Davidson              | 270                     | 0,60                    |
|                            | Lega Comunista                               | John Davies                | 72                      | 0,16                    |
|                            |                                              |                            |                         |                         |
| Iscritti                   | Iscritti                                     | Iscritti                   | 86 017                  | 100,00                  |
| ↳ Votanti (% su iscritti)  | ↳ Votanti (% su iscritti)                    | ↳ Votanti (% su iscritti)  | 45 331                  | 52,70                   |
| ↳ Astenuti (% su iscritti) | ↳ Astenuti (% su iscritti)                   | ↳ Astenuti (% su iscritti) | 40 686                  | 47,30                   |
|                            |                                              |                            |                         |                         |
|                            | Esito: collegio confermato a Laburista Co-Op |                            |                         |                         |

| Partito                    | Partito                                      | Candidato                  | Risultati 15 novembre 2012 | Risultati 15 novembre 2012 |
| Partito                    | Partito                                      | Candidato                  | Voti                       | %                          |
| -------------------------- | -------------------------------------------- | -------------------------- | -------------------------- | -------------------------- |
|                            | Laburista Co-Op                              | Lucy Powell                | 11 507                     | 69,12                      |
|                            | Lib Dem                                      | Marc Ramsbottom            | 1 571                      | 9,44                       |
|                            | Conservatore                                 | Matthew Sephton            | 754                        | 4,53                       |
|                            | UKIP                                         | Christopher Cassidy        | 749                        | 4,50                       |
|                            | Verdi                                        | Tom Dylan                  | 652                        | 3,92                       |
|                            | BNP                                          | Eddy O'Sullivan            | 492                        | 2,96                       |
|                            | Pirata                                       | Loz Kaye                   | 308                        | 1,85                       |
|                            | TUSC                                         | Alex Davidson              | 220                        | 1,32                       |
|                            | Respect                                      | Catherine Higgins          | 182                        | 1,09                       |
|                            | Monster Raving Loony                         | Howling Laud Hope          | 78                         | 0,47                       |
|                            | People's Democratic Party                    | Lee Holmes                 | 71                         | 0,43                       |
|                            | Lega Comunista                               | Peter Clifford             | 64                         | 0,38                       |
|                            |                                              |                            |                            |                            |
| Iscritti                   | Iscritti                                     | Iscritti                   | 91 472                     | 100,00                     |
| ↳ Votanti (% su iscritti)  | ↳ Votanti (% su iscritti)                    | ↳ Votanti (% su iscritti)  | 16 648                     | 18,20                      |
| ↳ Astenuti (% su iscritti) | ↳ Astenuti (% su iscritti)                   | ↳ Astenuti (% su iscritti) | 74 824                     | 81,80                      |
|                            |                                              |                            |                            |                            |
|                            | Esito: collegio confermato a Laburista Co-Op |                            |                            |                            |

| Partito                    | Partito                                | Candidato                  | Risultati 6 maggio 2010 | Risultati 6 maggio 2010 |
| Partito                    | Partito                                | Candidato                  | Voti                    | %                       |
| -------------------------- | -------------------------------------- | -------------------------- | ----------------------- | ----------------------- |
|                            | Laburista                              | Tony Lloyd                 | 21 059                  | 52,74                   |
|                            | Lib Dem                                | Marc Ramsbottom            | 10 620                  | 26,60                   |
|                            | Conservatore                           | Suhail Rahuja              | 4 704                   | 11,78                   |
|                            | BNP                                    | Tony Trebilcock            | 1 636                   | 4,10                    |
|                            | Verdi                                  | Gayle O'Donovan            | 915                     | 2,29                    |
|                            | UKIP                                   | Nicola Weatherill          | 607                     | 1,52                    |
|                            | Laburista Socialista                   | Ron Sinclair               | 153                     | 0,38                    |
|                            | Indipendente                           | John Cartwright            | 120                     | 0,30                    |
|                            | Rivoluzionario dei Lavoratori          | Jonty Leff                 | 59                      | 0,15                    |
|                            | Eguaglianza Socialista                 | Robert Skelton             | 54                      | 0,14                    |
|                            |                                        |                            |                         |                         |
| Iscritti                   | Iscritti                               | Iscritti                   | 75 496                  | 100,00                  |
| ↳ Votanti (% su iscritti)  | ↳ Votanti (% su iscritti)              | ↳ Votanti (% su iscritti)  | 39 927                  | 52,89                   |
| ↳ Astenuti (% su iscritti) | ↳ Astenuti (% su iscritti)             | ↳ Astenuti (% su iscritti) | 35 569                  | 47,11                   |
|                            |                                        |                            |                         |                         |
|                            | Esito: collegio confermato a Laburista |                            |                         |                         |

### Elezioni negli anni 2000
| Partito                    | Partito                                | Candidato                  | Risultati 5 maggio 2005 | Risultati 5 maggio 2005 |
| Partito                    | Partito                                | Candidato                  | Voti                    | %                       |
| -------------------------- | -------------------------------------- | -------------------------- | ----------------------- | ----------------------- |
|                            | Laburista                              | Tony Lloyd                 | 16 993                  | 58,07                   |
|                            | Lib Dem                                | Marc Ramsbottom            | 7 217                   | 24,66                   |
|                            | Conservatore                           | Tom Jackson                | 2 504                   | 8,56                    |
|                            | Verdi                                  | Steven Durrant             | 1 292                   | 4,41                    |
|                            | Fronte Nazionale                       | Richard Kemp               | 421                     | 1,44                    |
|                            | Independent Progressive Labour         | Damien O'Connor            | 382                     | 1,31                    |
|                            | UKIP                                   | John Whittaker             | 272                     | 0,93                    |
|                            | Laburista Socialista                   | Ronald Sinclair            | 183                     | 0,63                    |
|                            |                                        |                            |                         |                         |
| Iscritti                   | Iscritti                               | Iscritti                   | 69 676                  | 100,00                  |
| ↳ Votanti (% su iscritti)  | ↳ Votanti (% su iscritti)              | ↳ Votanti (% su iscritti)  | 29 264                  | 42,00                   |
| ↳ Astenuti (% su iscritti) | ↳ Astenuti (% su iscritti)             | ↳ Astenuti (% su iscritti) | 40 412                  | 58,00                   |
|                            |                                        |                            |                         |                         |
|                            | Esito: collegio confermato a Laburista |                            |                         |                         |

| Partito                    | Partito                                | Candidato                  | Risultati 7 giugno 2001 | Risultati 7 giugno 2001 |
| Partito                    | Partito                                | Candidato                  | Voti                    | %                       |
| -------------------------- | -------------------------------------- | -------------------------- | ----------------------- | ----------------------- |
|                            | Laburista                              | Tony Lloyd                 | 17 812                  | 68,70                   |
|                            | Lib Dem                                | Phylip Hobson              | 4 070                   | 15,70                   |
|                            | Conservatore                           | Aaron Powell               | 2 328                   | 8,98                    |
|                            | Verdi                                  | Vanessa Hall               | 1 018                   | 3,93                    |
|                            | Laburista Socialista                   | Ron Sinclair               | 484                     | 1,87                    |
|                            | ProLife Alliance                       | Terrenia Brosnan           | 216                     | 0,83                    |
|                            |                                        |                            |                         |                         |
| Iscritti                   | Iscritti                               | Iscritti                   | 66 312                  | 100,00                  |
| ↳ Votanti (% su iscritti)  | ↳ Votanti (% su iscritti)              | ↳ Votanti (% su iscritti)  | 25 928                  | 39,10                   |
| ↳ Astenuti (% su iscritti) | ↳ Astenuti (% su iscritti)             | ↳ Astenuti (% su iscritti) | 40 384                  | 60,90                   |
|                            |                                        |                            |                         |                         |
|                            | Esito: collegio confermato a Laburista |                            |                         |                         |

## Risultati dei referendum

### Referendum sulla permanenza del Regno Unito nell'Unione europea del 2016
|             | Collegio           | Lasciare UE % | Rimanere in UE % |
| ----------- | ------------------ | ------------- | ---------------- |
|             | Manchester Central | 36,6%         | 63,4%            |
|             | Inghilterra        | 53,3%         | 46,7%            |
| Regno Unito | 51,9%              | 48,1%         |                  |